# Taher Ali Hassan Ali
Taher Ali Hassan Ali (* 25. Juli 1954) ist ein ehemaliger tansanischer Hockeyspieler.
Hassan Ali nahm mit der Tansanischen Hockeynationalmannschaft an den Olympischen Spielen 1980 in Moskau teil. Die Mannschaft verlor alle Spiele und belegte den sechsten und letzten Rang.